# Federica Ferraro
Federica Ferraro (Savona, 18 agosto 1988) è una marciatrice italiana.
Ha collezionato 10 presenze con la Nazionale assoluta, tutte in manifestazioni riservate alla marcia, di cui 2 in Coppa del mondo e 3 in Coppa Europa.
In carriera ha vinto 10 titoli italiani, 4 assoluti e 6 giovanili.

## Biografia

### Gli inizi, i primi anni con le rassegne internazionali ed i titoli italiani giovanili
Pratica tutte le specialità e partecipa a gare di prove multiple, corsa campestre e si misura anche nella marcia. Viene seguita insieme agli altri ragazzi del settore giovanile da Andrea Agostinelli che ne cura la preparazione e la crescita.
Nel 2004 inizia ad applicarsi con più assiduità alla marcia e prende parte ai Campionati italiani allieve di Cesenatico. L'anno successivo, 2005, conclusa la scuola e le vacanze, riprende gli allenamenti e ottiene un buon piazzamento alla rassegna tricolore in pista (quinto posto sui 5 km) e lo stesso piazzamento nei 10 km su strada.
È il 2006 l'anno che la vede protagonista a livello internazionale. Esordisce in maglia azzurra giovanile e si mette subito in luce (ottavo posto nella categoria juniores) alla Coppa del mondo di specialità disputata in Spagna a La Coruna.
In ambito italiano dopo essere stata assente ai campionati assoluti indoor, ha vinto la medaglia di bronzo sui 3000 m di marcia agli italiani promesse indoor; all'aperto sui 5 km di marcia è stata squalificata agli assoluti ed ha vinto il titolo italiano juniores.
Nel 2007 si trasferisce a Milano per frequentare il Politecnico e prosegue anche la sua costante crescita sportiva; era iscritta sui 5 km di marcia sia agli italiani juniores che agli assoluti di Padova, ma non ha gareggiato in entrambe. Ha vinto il titolo italiano juniores sui 3000 m di marcia indoor.
Medaglia d'argento sui 5 km di marcia nella Coppa del Mediterraneo ovest juniores in Italia a Firenze; sesto posto sui 10000 m di marcia agli Europei juniores di Hengelo nei Paesi Bassi e nono nella Coppa Europa juniores di marcia a Leamington Spa in Gran Bretagna (quarta nella classifica a squadre).

### 2008-2015: l'ingresso in Aeronautica, l'esordio con la Nazionale assoluta ed i titoli italiani assoluti
Ha partecipato alla Coppa del mondo di marcia a Čeboksary in Russia, (esordio per lei in Nazionale assoluta), chiudendo in 46ª posizione (settima nella classifica a squadre).
Assente agli assoluti, sia indoor che outdoor. Ha vinto 3 titoli italiani promesse di marcia: 3000 m indoor, 20 km su strada (ottavo posto nella classifica assoluta) e 5000 m outdoor.
Quattro medaglie ai vari campionati italiani nel 2009: tre d'argento su 3000 m indoor, 5000 m all'aperto e 20 km su strada (quinta posizione nella classifica assoluta). Bronzo nei 5 km agli assoluti di Milano. Era iscritta agli assoluti indoor sui 3 km di marcia, ma non ha gareggiato.
Decimo posto nella marcia 20 km su strada a Kaunas (Lituania) agli Europei under 23.
Nel 2010 ha vinto il titolo italiano promesse nella marcia 20 km su strada ed è stata vicecampionessa assoluta; era iscritta sui 3 km di marcia agli assoluti indoor, ma non ha gareggiato e nella stessa distanza agli italiani promesse al coperto è stata squalificata. Ha inoltre subito la squalifica nella gara sui 5 km di marcia all'aperto, sia agli italiani promesse che a quelli assoluti.
2011, ha concluso al 19º posto nella Coppa Europa di marcia a Olhão in Portogallo (quinta nella classifica a squadre).
Era tra le partecipanti agli assoluti indoor sui 3 km di marcia, ma non ha gareggiato.
Settima posizione nella marcia 20 km su strada a Shenzhen in Cina per le Universiadi.
È stata seguita come guida tecnica anche da Giorgio Fazio.
Nel 2012, ottenuta la laurea in Design degli interni, decide di dedicarsi completamente all'attività sportiva. Dopo un primo periodo di adattamento decide di dividere la sua vita tra Milano e Savona per seguire meglio gli allenamenti. Conquista 3 titoli italiani assoluti di fila sui 20 km di marcia su strada (2011, 2012 e 2013) e nel 2011 doppia aggiudicandosi anche il titolo dei 10.000 m su pista.
2012, vicecampionessa sui 3000 m di marcia agli assoluti indoor e ritirata sui 10000 m di marcia.
Gareggia a Saransk (Russia) nella Coppa del mondo di marcia terminando in 21ª posizione, quinta nella classifica a squadre.
Nel 2013 è stata anche quinta sui 3000 m di marcia agli assoluti indoor e medaglia di bronzo sui 10000 m di marcia.
In Coppa Europa di marcia a Dudince (Slovacchia) ha chiuso al 26º posto.
Ha saltato i vari campionati italiani assoluti del biennio 2014-2015.
A Murcia in Spagna per la Coppa Europa di marcia nel 2015 ha terminato in 35ª posizione e vincendo la medaglia d'argento nella classifica a squadre.

## Progressione

### Marcia 3000 metri indoor
| Stagione | Tempo    | Luogo  | Data       | Rank. Mond. |
| -------- | -------- | ------ | ---------- | ----------- |
| 2013     | 13'11"54 | Nizza  | 15-12-2013 |             |
| 2012     | 13'23"27 | Ancona | 25-2-2012  |             |
| 2009     | 13'56"10 | Ancona | 14-2-2009  |             |
| 2008     | 13'34"57 | Genova | 16-2-2008  |             |
| 2007     | 13'47"96 | Vittel | 4-3-2007   |             |
| 2006     | 14'34"89 | Ancona | 11-2-2006  |             |

### Marcia 5000 metri
| Stagione | Tempo    | Luogo      | Data      | Rank. Mond. |
| -------- | -------- | ---------- | --------- | ----------- |
| 2014     | 22'54"07 | Boissano   | 5-8-2014  |             |
| 2013     | 21'40"40 | Groß-Gerau | 31-8-2013 |             |
| 2012     | 22'06"60 | Groß-Gerau | 1-9-2012  |             |
| 2010     | 23'13"15 | Imperia    | 15-5-2010 |             |
| 2009     | 23'03"48 | Milano     | 2-8-2009  |             |
| 2008     | 23'24"20 | Torino     | 13-6-2008 |             |
| 2007     | 23'38"66 | Firenze    | 3-8-2007  |             |

### Marcia 10000 metri
| Stagione | Tempo    | Luogo     | Data      | Rank. Mond. |
| -------- | -------- | --------- | --------- | ----------- |
| 2013     | 45'08"81 | Milano    | 26-7-2013 |             |
| 2011     | 46'01"15 | Pordenone | 27-3-2011 |             |
| 2009     | 49'57"61 | Rieti     | 29-3-2009 |             |
| 2008     | 47'21"14 | Molfetta  | 30-3-2008 |             |
| 2007     | 48'16"05 | Hengelo   | 19-7-2007 |             |

### Marcia 20 km su strada
| Stagione | Tempo   | Luogo    | Data       | Rank. Mond. |
| -------- | ------- | -------- | ---------- | ----------- |
| 2015     | 1:33'10 | Riposto  | 1-2-2015   |             |
| 2013     | 1:31'20 | Chiasso  | 13-10-2013 |             |
| 2012     | 1:31'45 | Chiasso  | 14-10-2012 |             |
| 2011     | 1:33'36 | Varsavia | 17-9-2011  |             |
| 2010     | 1:34'21 | Chiasso  | 3-10-2010  |             |
| 2009     | 1:37'34 | Monthey  | 6-6-2009   |             |
| 2008     | 1:36'53 | Chiasso  | 5-10-2008  |             |
| 2007     | 1:40'41 | Lugano   | 1-4-2007   |             |

## Palmarès
| Anno | Manifestazione    | Sede     | Evento         | Risultato | Tempo    | Note  |
| ---- | ----------------- | -------- | -------------- | --------- | -------- | ----- |
| 2006 | Mondiali juniores | Pechino  | Marcia 10000 m | 7ª        | 49'17"53 | [ 1 ] |
| 2007 | Europei juniores  | Hengelo  | Marcia 10000 m | 6ª        | 48'16"05 | [ 2 ] |
| 2009 | Europei under 23  | Kaunas   | Marcia 20 km   | 10ª       | 1:38'56  | [ 3 ] |
| 2011 | Universiadi       | Shenzhen | Marcia 20 km   | 7ª        | 1:40'40  | [ 4 ] |

## Campionati nazionali
- 1 volta campionessa assoluta nella marcia 10.000 m (2011)
- 3 volte campionessa assoluta nella marcia 20 km su strada (2011, 2012, 2013)
- 1 volta campionessa promesse nella marcia 20 km su strada (2010)
- 1 volta campionessa promesse nella marcia 20 km su strada (2008)
- 1 volta campionessa promesse di marcia 5000 m (2008)
- 1 volta campionessa promesse indoor di marcia 3000 m (2008)
- 1 volta campionessa juniores indoor di marcia 3000 m (2007)
- 1 volta campionessa juniores di marcia 5 km (2006)

2005
- 5ª ai Campionati italiani allievi e allieve di marcia 10 km su strada, (Molfetta), Marcia 10 km su strada - 55'49[5]
- 5ª ai Campionati italiani allievi e allieve, (Rieti), Marcia 5 km - 25'59"09[6]

2006
- Bronzo ai Campionati italiani allievi-juniores-promesse indoor, (Ancona), Marcia 3000 m - 14'34"89[7]
- In finale ai Campionati italiani assoluti, (Torino), Marcia 5 km - dq[8]
- Oro ai Campionati italiani juniores e promesse, (Rieti), Marcia 5 km - 23'42"55[9]

2007
- Oro ai Campionati italiani allievi-juniores-promesse indoor, (Genova), Marcia 3000 m - 14'22"83[10]

2008
- Oro ai Campionati italiani allievi-juniores-promesse indoor, (Ancona), Marcia 3000 m - 13'47"56[11]
- 8ª ai Campionati italiani di marcia 20 km su strada, (Pergine Valsugana), Marcia 20 km su strada - 1:44'14 (assolute)[12]
- Oro ai Campionati italiani di marcia 20 km su strada, (Pergine Valsugana), Marcia 20 km su strada - 1:44'14 (promesse)[12]
- Oro ai Campionati italiani juniores e promesse, (Torino), Marcia 5000 m - 23'24"20[13]

2009
- Argento ai Campionati italiani allievi-juniores-promesse indoor, (Ancona), Marcia 3000 m - 13'56"10[14]
- Argento ai Campionati italiani juniores e promesse, (Rieti), Marcia 5000 m - 23'22"24[15]
- Bronzo ai Campionati italiani assoluti, (Milano), Marcia 5000 m - 23'03"48[16]
- 5ª ai Campionati italiani assoluti di marcia 20 km su strada, (Borgo Valsugana), Marcia 20 km su strada - 1:41'24 (assolute)[17]
- Argento ai Campionati italiani assoluti di marcia 20 km su strada, (Borgo Valsugana), Marcia 20 km su strada - 1:41'24 (promesse)[17]

2010
- In finale ai Campionati italiani allievi-juniores-promesse indoor, (Ancona), Marcia 3000 m - dq[18]
- Argento ai Campionati italiani assoluti di marcia 20 km su strada, (Molfetta), Marcia 20 km su strada - 1:37'49 (assolute)[19]
- Oro ai Campionati italiani assoluti di marcia 20 km su strada, (Molfetta), Marcia 20 km su strada - 1:37'49 (promesse)[19]
- In finale ai Campionati italiani juniores e promesse, (Pescara), Marcia 5 km - dq[20]
- In finale ai Campionati italiani assoluti, (Grosseto), Marcia 5 km - dq[21]

2011
- Oro ai Campionati italiani assoluti, (Torino), Marcia 10000 m - 46'34"50[22]
- Oro ai Campionati italiani assoluti di marcia 20 km su strada, (Molfetta), Marcia 20 km su strada - 1:38'08[23]

2012
- Argento ai Campionati italiani assoluti indoor, (Ancona), Marcia 3000 m - 13'23"27[24]
- Oro ai Campionati italiani assoluti di marcia 20 km su strada, (Sesto San Giovanni), Marcia 20 km su strada - 1:37'43[25]
- In finale ai Campionati italiani assoluti, (Bressanone), Marcia 10 km - r[26]

2013
- 5ª ai Campionati italiani assoluti indoor, (Ancona), Marcia 3000 m - 14'07"30[27]
- Bronzo ai Campionati italiani assoluti, (Milano), Marcia 10000 m - 45'08"81[28]
- Oro ai Campionati italiani assoluti di marcia 20 km su strada, (Molfetta), Marcia 20 km su strada - 1:36'23[29]

## Altre competizioni internazionali
2006
- 8ª nella Coppa del mondo juniores di marcia,
( La Coruña), Marcia 10 km su strada - 49'01[1]
- 6ª nella Coppa del mondo juniores di marcia,
( La Coruña), Classifica a squadre - 31 punti[30]

2007
- 9ª nella Coppa Europa juniores di marcia, ( Royal Leamington Spa), Marcia 10 km su strada - 47'54[2]
- 4ª nella Coppa Europa juniores di marcia, ( Royal Leamington Spa), Classifica a squadre - 21 punti[31]
- Argento nella Coppa del Mediterraneo ovest juniores, ( Firenze), Marcia 5 km - 23'38"86[2]

2008
- 46ª nella Coppa del mondo di marcia,
( Čeboksary), Marcia 20 km su strada - 1'38"00[32]
- 7ª nella Coppa del mondo di marcia, ( Čeboksary), Classifica a squadre - 93 punti[33]

2009
- 8ª nell'Incontro internazionale con 6 nazioni (CZE, FRA, ITA, LTU, SUI, SVK), ( Poděbrady),
Marcia 20 km su strada - 1:46'15[34]
- Oro alI'Incontro internazionale con 6 nazioni,
( Poděbrady, Classifica a squadre[35]

2010
- 6ª nell'Incontro internazionale con 10 nazioni (CZE, FIN, FRA, GER, HUN, ITA, LET, LTU, POL, SVK),
( Poděbrady), Marcia 20 km su strada - 1:35'45[36]
- Oro alI'Incontro internazionale con 10 nazioni,
( Poděbrady, Classifica a squadre[37]

2011
- 4ª nell'Incontro internazionale con 9 nazioni (CAN, CZE, DEU, ESP, FIN, ITA, SUI, SVK, SWE),
( Poděbrady), Marcia 20 km su strada - 1:35'23[38]
- Oro alI'Incontro internazionale con 9 nazioni,
( Poděbrady, Classifica a squadre[38]
- 19ª nella Coppa Europa di marcia, ( Olhão),
Marcia 20 km su strada - 1:35'47[39]
- 5ª nella Coppa Europa di marcia, ( Olhão), Classifica a squadre - 50 punti[40]

2012
- Argento alI'Incontro internazionale con 6 nazioni (CZE, FIN, HUN, ITA, LAT, SVK), ( Poděbrady), Marcia 20 km su strada - 1:34'24[41]
- Oro alI'Incontro internazionale con 6 nazioni,
( Poděbrady), Classifica a squadre[41]
- 21ª nella Coppa del mondo di marcia, ( Saransk), Marcia 20 km su strada - 1'33"41[42]
- 5ª nella Coppa del mondo di marcia, ( Saransk), Classifica a squadre - 42 punti[43]

2013
- 6ª nell'Incontro internazionale con 10 nazioni (CZE, FIN, HUN, IRL, ITA, LTU, MEX, SUI, SVK, UKR),
( Poděbrady), Marcia 20 km su strada - 1:34'48[44]
- Argento nell'Incontro internazionale con 10 nazioni, ( Poděbrady), Classifica a squadre[45]
- 26ª nella Coppa Europa di marcia, ( Dudince), Marcia 20 km di su strada - 1'38"17[44]

2015
- 35ª nella Coppa Europa di marcia, ( Murcia), Marcia 20 km su strada - 1:39'54[46]
- Argento nella Coppa Europa di marcia,
( Murcia), Classifica a squadre - 30 punti[47]